# Miss Universum
Der Titel Miss Universum für eine Schönheitskönigin wurde erstmals am 11. Juni 1929 in Galveston vergeben. Als Siegerin des Bewerbs ging die Österreicherin Lisl Goldarbeiter hervor.
Ein inhaltlich vergleichbarer, moderner Schönheitswettbewerb findet seit 1952 unter dem Titel Miss Universe statt.